# Salosaari (ö i Södra Savolax, S:t Michel, lat 61,67, long 27,32)
Salosaari är en ö i Finland.   Den ligger i kommunen S:t Michel i den ekonomiska regionen  S:t Michel och landskapet Södra Savolax, i den södra delen av landet, 210 km nordost om huvudstaden Helsingfors. Salosaari ligger i sjön Ukonvesi.